# Noam (parti politique)
Pour les articles homonymes, voir Noam.
Noam (en hébreu : נעם, litt. Plaisir) est un parti politique israélien d'extrême droite juif orthodoxe fondé en juillet 2019. Le parti est fondé par un groupe très conservateur sous l'égide de son chef spirituel, le rabbin Zvi Tau et sa Yechiva Har Hamor.
L'objectif principal du parti, se distinguant des autres partis d'extrême droite, est de faire avancer des politiques contre les droits LGBT et les autres minorités sexuelles, de s'opposer au progressisme et à ce que ses partisans voient comme la future « destruction de la famille ».

## Historique
Le parti Noam s'inspire du rabbin Zvi Thau et sa Yechiva Har Hamor. Le rabbin Thau estime que le parti Le Foyer juif, dirigé à l'époque par Rafi Peretz, et le Parti sioniste religieux, dirigé par Bezalel Smotrich, ne font pas suffisamment avancer les 
valeurs juives, l'opposition aux droits LGBT, la protection du Shabbat comme jour de repos et la protection du processus de conversion au judaïsme orthodoxe.
Le rabbin Thau exprime sa déception de la création de l'alliance de l'Union des partis de droite, lui et ses disciples décident de former un parti en juillet 2019, Noam. Tandis que Zvi Thau est le dirigeant spirituel, le rabbin Dror Aryeh est le dirigeant politique.
L'un des disciples de Zvi Thau, le rabbin Shlomo Aviner, est impliqué dans la création du parti et déclare que celui-ci luttera : « contre la destruction de la famille, contre la destruction de la conversion, contre la destruction du Shabbat, contre la destruction du Mur occidental et contre l'utilisation de contenus déviants dans l'armée israélienne et le ministère de l'Éducation ».
Le 28 juillet 2019, Noam et Otzma Yehudit concluent une liste commune pour les élections de septembre 2019. Néanmoins, quatre jours plus tard, l'accord est dissous entre les deux partis, en raison du refus de Noam qu'Otzma Yehudit présente des candidats juifs laïcs. Le parti décide en conséquence de présenter leur liste indépendante, avant de renoncer à se présenter le 15 septembre.
Lors de la campagne des élections de septembre 2019, le parti publie une vidéo de campagne avec mentionné : « Un pays entier traverse une thérapie de conversion. Le moment est venu de l'arrêter ». Dans la vidéo, une mère, un père et un fils vont voter le jour des élections en septembre, et la famille est encerclée et perturbée vers le chemin des urnes par des manifestants LGBT. Une fois arrivés à l'isoloir, la mère écrit sur son bulletin de vote : « Que mon fils épouse une femme », tandis que le père écrit : « Que mon petit-fils soit juif ». La vidéo a été supprimée par YouTube pour violation de ses conditions d'utilisation.
Lors des élections de mars 2021, Noam forme à nouveau une liste avec Otzma Yehudit, après avoir autorisé que les femmes et juifs laïcs soient candidats. Cependant, les deux partis rejoignent ensuite la coalition du Parti sioniste religieux pour les élections.
À l'issue des élections de 2022, le seul député du parti Avi Maoz est réélu pour la 25e législature avec le Parti sioniste religieux. Dans la perspective du retour au pouvoir de la droite et l'extrême droite religieuse, le député exprime, trois jours après les élections, son souhait d'appliquer un programme anti-LGBT et homophobe, avec l'interdiction de la marche des fiertés israélienne, jugeant la manifestation « provocante » et « offensante », le rétablissement des thérapies de conversion, et l'interdiction des études de genre.
Néanmoins le futur Premier ministre Benjamin Netanyahou, de retour probable au pouvoir un an et demi après la fin de son cinquième gouvernement, exprime que les souhaits du parti d'extrême droite ne seront pas satisfaits, promettant de ne pas changer les choses.

## Organisation

### Dirigeant spirituel
| Nom | Nom | Nom      | Fonction                                 |
| --- | --- | -------- | ---------------------------------------- |
|     |     | Zvi Thau | Rabbin et président du Yechiva Har Hamor |

### Dirigeant et chef de file
| Nom | Nom | Nom      | Fonction            |
| --- | --- | -------- | ------------------- |
|     |     | Avi Maoz | Député à la Knesset |

## Résultats électoraux
| Élection | Chef de file | Voix                                | %                                   | Rang                                | Sièges  | Gouvernement                                        |
| -------- | ------------ | ----------------------------------- | ----------------------------------- | ----------------------------------- | ------- | --------------------------------------------------- |
| 2021     | Avi Maoz     | Associé au Parti sioniste religieux | Associé au Parti sioniste religieux | Associé au Parti sioniste religieux | 1 / 120 | Opposition                                          |
| 2022     | Avi Maoz     | Associé au Parti sioniste religieux | Associé au Parti sioniste religieux | Associé au Parti sioniste religieux | 1 / 120 | Netanyahou VI (2022-2025), Opposition (depuis 2025) |